# Јуниверсити Сити (Мисури)
Јуниверсити Сити (енгл. University City) град је у америчкој савезној држави Мисури.

## Демографија
По попису из 2010. године број становника је 35.371, што је 2.057 (-5,5%) становника мање него 2000. године.
| Група             | 2000.          | 2010.          |
| Белци             | 18.112 (48,4%) | 17.417 (49,2%) |
| Афроамериканци    | 16.974 (45,4%) | 14.535 (41,1%) |
| Азијати           | 1.065 (2,8%)   | 1.504 (4,3%)   |
| Хиспаноамериканци | 583 (1,6%)     | 979 (2,8%)     |
| Укупно            | 37.428         | 35.371         |